# Nathan Deakes
Nathan Deakes (Geelong, 1977. augusztus 17. –) világbajnok ausztrál gyaloglóatléta.

## Pályafutása
2004-ben az athéni olimpián bronzérmes lett az olasz Ivano Brugnetti és a spanyol Francisco Javier Fernandez mögött a 20 kilométeres gyaloglás versenyében. A 2007-es oszakai világbajnokságon első lett 50 kilométeren. 2008-ban a pekingi olimpián sérülés miatt nem vett részt.
Öt érmet szerzett a Nemzetközösségi Játékokon. 20 kilométeren kétszeres arany- és egyszeres bronzérmes, 50 kilométeren pedig két aranyérmet jegyez.

## Egyéni legjobbjai
- 10 km gyaloglás – 38:10
- 20 km gyaloglás – 1:17:33
- 30 km gyaloglás – 2:05:06
- 50 km gyaloglás – 3:35:47